# Конотоксины
Конотоксины — органические соединения, группа пептидных токсинов, продуцируемые хищными брюхоногими моллюсками из семейства Конусы (Conidae). Конотоксины являются сильнейшими нейротоксинами и чрезвычайно токсичны. ЛД50 некоторых типов составляет 50—150 нг/кг.
Конотоксины, которые состоят из 10—30 аминокислотных остатков, обычно имеют одну или несколько дисульфидных связей. Конотоксины обладают множеством механизмов воздействий, большинство из которых не определены. Однако, как представляется, многие из этих пептидов усиливают активность ионных каналов. В последнее время в фармакологии широко изучаются свойства и применение некоторых конотоксинов.

## Источники

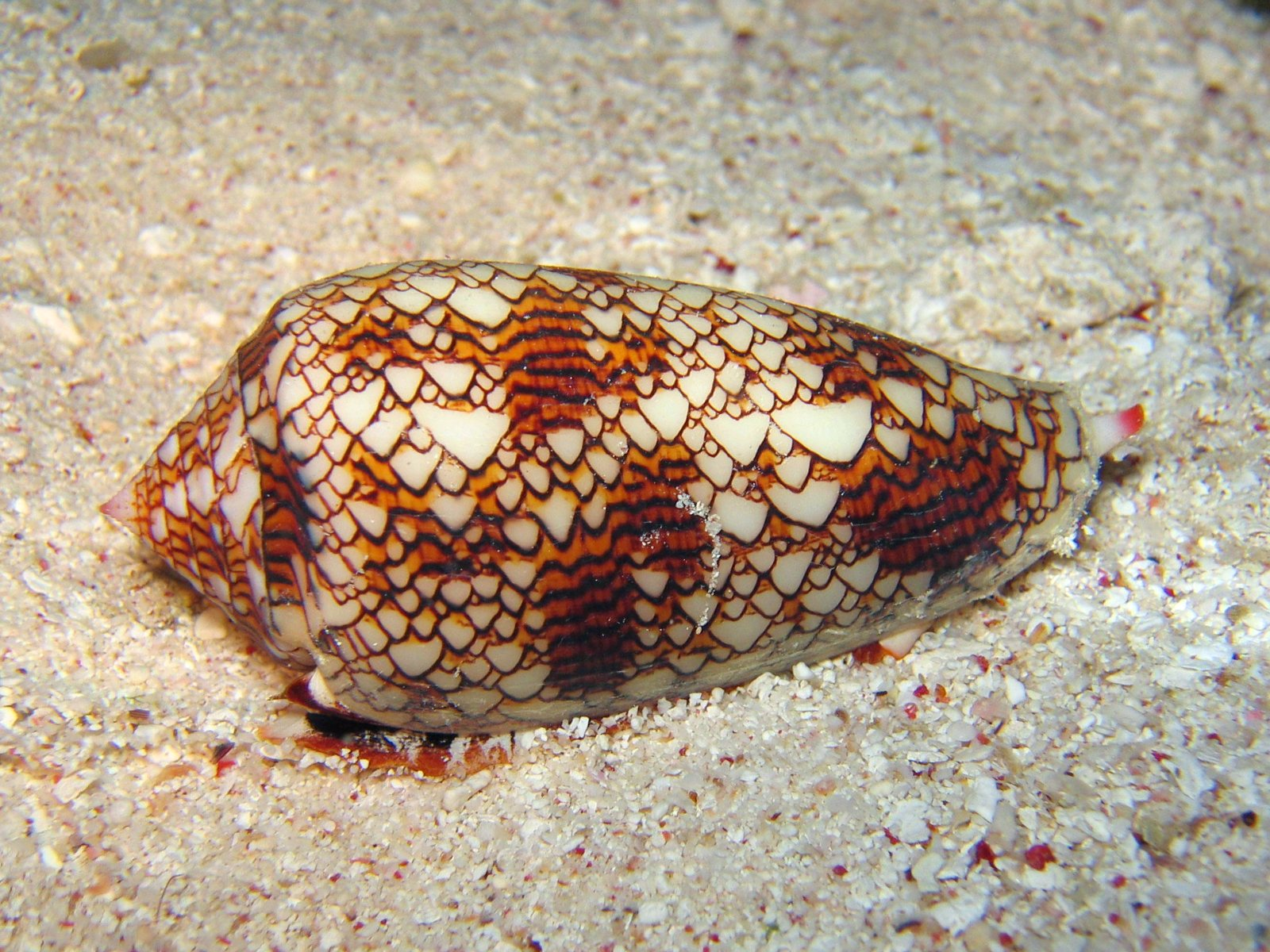
Текстильный конус (Conus textile).
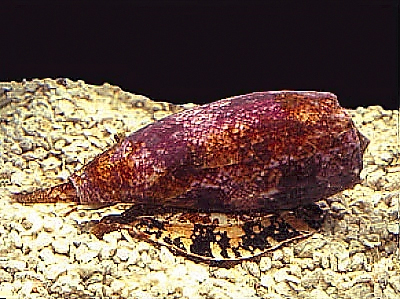
Географический конус (Conus geographus) — наиболее ядовитый и смертельно опасный для человека брюхоногий моллюск.
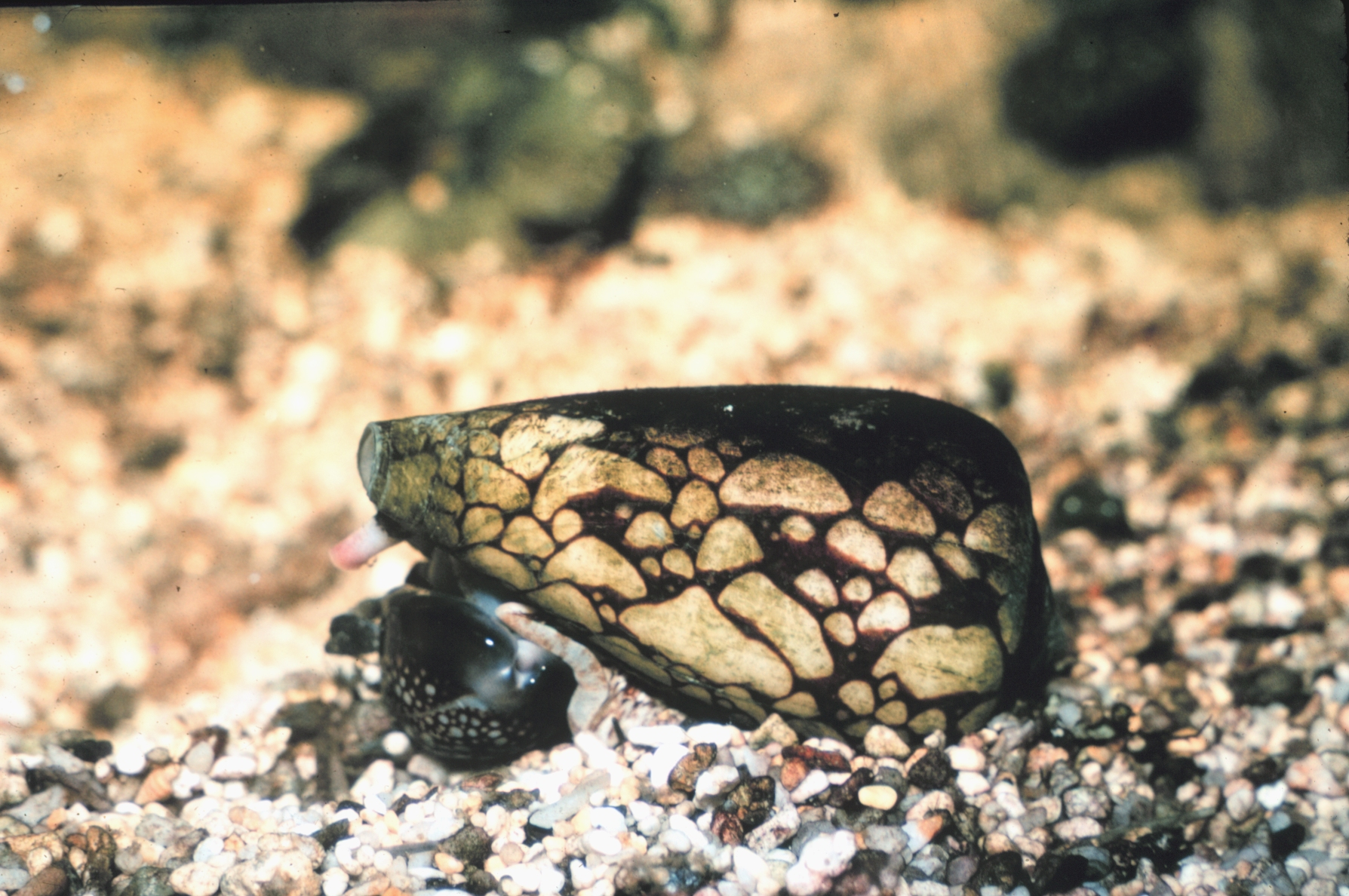
Мраморный конус (Conus marmoreus).
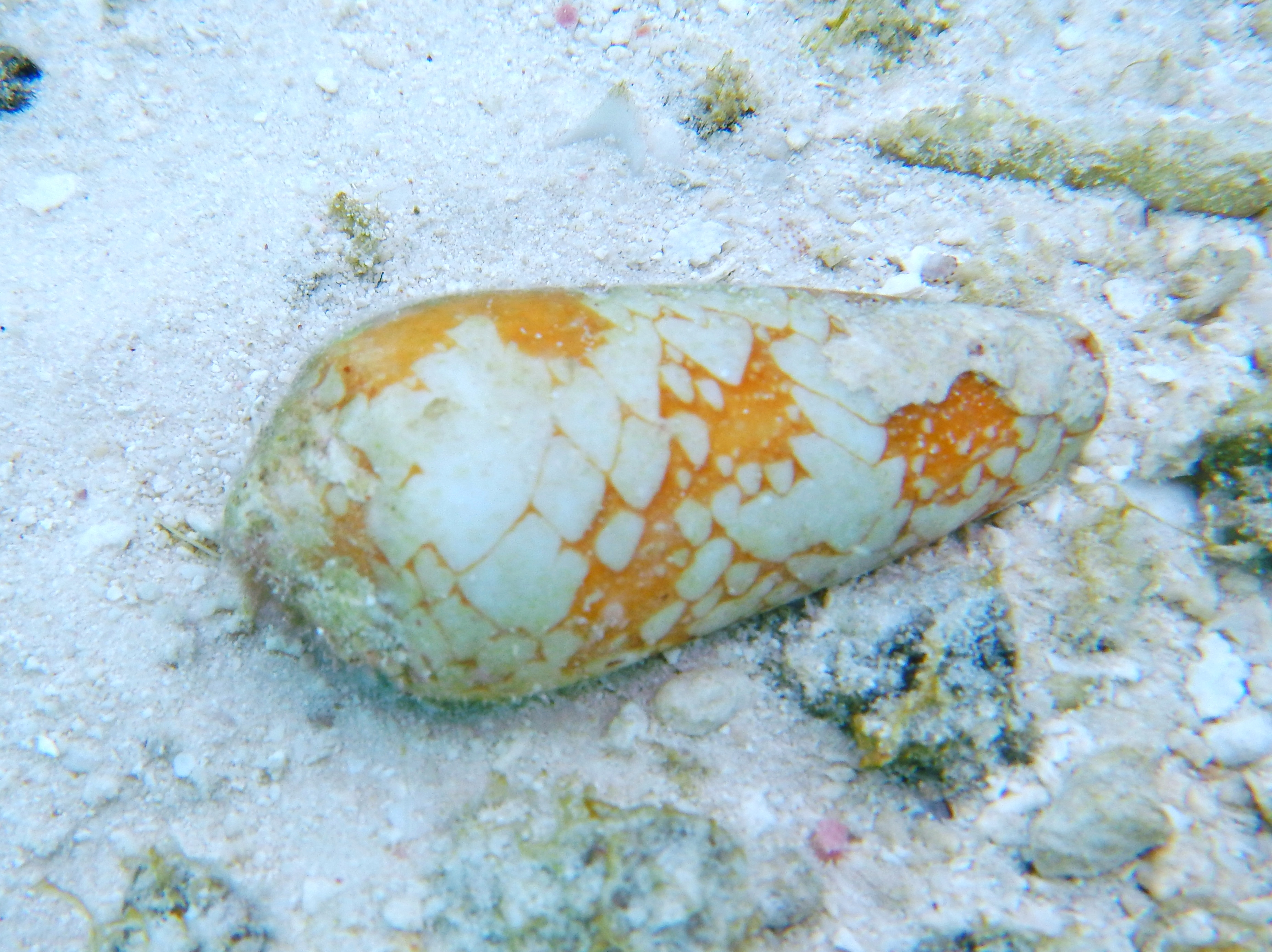
Дворцовый конус (Conus aulicus).

## Типы и биологическая активность
Число конотоксинов, активность которых была определена в настоящее время, составляет пять. Названия токсинов даны буквами греческого алфавита: α(альфа)-, δ(дельта)-, κ(каппа)-, μ(мю)- и ω(омега). Каждый из пяти типов конотоксинов воздействуют на различные виды рецепторов:
- α-конотоксин ингибирует никотиновые ацетилхолиновые рецепторы нервной и мышечной тканей[5].
- δ-конотоксин подавляет быструю инактивацию потенциал-зависимых натриевых каналов[6].
- κ-конотоксин ингибирует калиевые каналы[7].
- μ-конотоксин ингибирует потенциал-зависимые натриевые каналы мышц[8].
- ω-конотоксин ингибирует потенциал-зависимые кальциевые каналы, N-типа[9]. Поскольку N-тип потенциал-зависимых кальциевых каналов связан с альгезией (чувствительность к боли), то ω-конотоксин оказывает обезболивающее действие: эффект ω-конотоксина M VII A в 100—1000 раз превышает анальгезирующий эффект морфина[10]. Вследствие этого, синтетический вариант ω-конотоксина M VII A нашёл применение в качестве анальгетического лекарственного препарата — зиконотида (торговое название — Приалт) [11].